# Стрижавська селищна рада
Стрижа́вська се́лищна ра́да — адміністративно-територіальна одиниця та орган місцевого самоврядування в Вінницькому районі Вінницької області. Адміністративний центр — селище міського типу Стрижавка.

## Загальні відомості
- Територія ради: 241,1 км2
- Населення ради: 22 350 осіб (станом на 01.01.2021 рік)

## Населені пункти
Селищній раді підпорядковані населені пункти:
- смт Стрижавка
- с-ще Славне
- с. Дорожне
- с. Лаврівка,
- с. Медвідка
- с.Мізяківські Хутори,
- с.Переорки,
- с.Тютюнники
- с. Сосонка
- с.Пеньківка,
- с.Бруслинівка,
- с.Підлісне,
- с.Супрунів

## Склад ради
Рада складається з 26 депутатів та голови.
- Голова ради: Демченко Михайло Іванович
- Секретар ради: Медведська Валентина Василівна

### Керівний склад попередніх скликань
| Прізвище, ім'я, по батькові  | Основні відомості                                                | Дата обрання | Дата звільнення |
| ---------------------------- | ---------------------------------------------------------------- | ------------ | --------------- |
| Яковенко Василь Іванович     | Селищний голова, 1975 року народження, безпартійний              | 26.03.2006   | 31.10.2010      |
| Яковенко Василь Іванович     | Селищний голова, 1957 року народження, освіта вища, безпартійний | 31.10.2010   | 25.02.2014      |
| Короленко Таїсія Анатоліївна | Селищний голова, 1968 року народження, освіта вища, позапартійна | 26.10.2014   |                 |
| Демченко Михайло Іванович    | Селищний голова, 1971 року народження, освіта вища,              | 20.12.2020   |                 |

Примітка: таблиця складена за даними сайту Верховної Ради України

### Депутати
За результатами місцевих виборів 2020 року депутатами ради стали:
| № з/п | Прізвище, ім’я, по батькові     | Округ    |
| 1     | Бабенко Галина Миколаївна       | округ №4 |
| 2     | Бедрак Інна Миколаївна          | ЄБВО     |
| 3     | Беспалько Валерій Дмитрович     | округ №2 |
| 4     | Благун Ольга Василівна          | ЄБВО     |
| 5     | Веприцька Тетяна Миколаївна     | ЄБВО     |
| 6     | Гуменюк Юлія Володимирівна      | округ №4 |
| 7     | Дзигаленко Тетяна Олександрівна | округ №3 |
| 8     | Захаревич Микола Михайлович     | ЄБВО     |
| 9     | Ключник Віталій Євгенійович     | округ №4 |
| 10    | Коливайло Олег Васильович       | округ №1 |
| 11    | Короленко Таїсія Анатоліївна    | ЄБВО     |
| 12    | Кошелєв Олександр Вікторович    | округ №1 |
| 13    | Кузьменко Олег Миколайович      | округ №1 |
| 14    | Лендя Юрій Миколайович          | ЄБВО     |
| 15    | Мазай Людмила Михайлівна        | ЄБВО     |
| 16    | Малиновська Галина Людвигівна   | округ №1 |
| 17    | Медведська Валентина Василівна  | округ №3 |
| 18    | Олійник Андрій Миколайович      | ЄБВО     |
| 19    | Ортинська Світлана Борисівна    | ЄБВО     |
| 20    | Павленко Сергій Михайлович      | ЄБВО     |
| 21    | Пневська Оксана Іванівна        | округ №1 |
| 22    | Сабатовський Віталій Андрійович | округ №2 |
| 23    | Сорока Богдан Леонідович        | ЄБВО     |
| 24    | Сорока Леонід Михайлович        | ЄБВО     |
| 25    | Шамалюк Микола Григорович       | округ №2 |
| 26    | Шевчук Руслан Дмитрович         | округ №4 |

## Символіка
Символіка громади затверджена 19 липня 2021 року рішенням №3 18 сесії селищної ради.
Основою герба Стрижавської територіальної громади є геральдичний щит закруглений нижньою частиною у червоному полі золота зубчаста стіна з рустованою брамою, в якій зачинені срібні ворота, над стіною праворуч – срібна стріла вістрям вгору з горизонтальною перемичкою та роздвоєною основою, ліворуч – срібний лапчастий хрест із накладеним щитком, у синьому полі якого срібний півмісяць, ріжками ліворуч.
Прапор Стрижавської  ТГ – це квадратне полотнище,  розділене горизонтально посередині зубчастим діленням на верхню червону та нижню жовту смуги, на червоній смузі – біла стріла вістрям вгору з горизонтальною перемичкою та роздвоєною основою, біля неї – білий лапчастий хрест із накладеним щитком, у синьому полі якого білий півмісяць, повернутий ріжками до вільного краю.